# Eurázsia-alagút
Az Eurázsia-alagút (törökül: Avrasya Tüneli) egy törökországi közúti alagút Isztambulban, amely a Boszporusz tengerszoros alatt vezet át. Az 1,3 milliárd dollárba kerülő alagutat 2016. december 20-án adták át hivatalosan, és 2016. december 22-én nyitották meg a forgalom előtt.
Az 5,4 km hosszú, kétszintes alagút az európai részen lévő Kumkapıt és az anatóliai részen lévő Kadıköyt köti össze Isztambul déli végén, az alagút megközelítő útjaival együtt 14,6 km-es útvonalon, a tengerfenék alatt, 106 m-es maximális mélységben keresztezi a Boszporuszt, ezzel összekötve Törökország európai és ázsiai részét. A 2013. október 29-én megnyitott Marmaray tenger alatti vasúti alagúttól mintegy 1 km-re délre található. A két kontinens közötti út körülbelül 15 percet vesz igénybe. Az útdíjat mindkét irányban fizetendő. A 2024. augusztus 16-tól a nappali tarifa 156 török líra (4,50 USD) személygépkocsiknak, 234 ₺ (6,74 USD) mikrobuszoknak és 60,80 ₺ (1,75 USD) motorkerékpároknak. Az éjszakai órákban 50%-os kedvezményt alkalmaznak.

## Története
1891-ben Simon Préault francia vasútmérnök bemutatta egy „az oszmán császári kormány által szabadalmaztatott” víz alatti csőhíd előzetes tervét, amely egy csövet tartó víz alatti hídból állt, amelyen gőzmozdonyok közlekedtek volna.
Az Eurázsia-alagút koncepcionális háttere az Isztambuli Egyetem által Isztambul Fővárosi Önkormányzat megbízásából készített 1997-es Közlekedési Mesterterv megállapításaiig nyúlik vissza. E terv alapján 2003-ban előzetes megvalósíthatósági tanulmányt készítettek egy új Boszporusz-átkelőhelyről. A tanulmány eredményei szerint a közúti alagutat ajánlották mint a legnagyobb megvalósíthatósági fokot kínáló megoldást.
A török Közlekedési, Tengerészeti és Hírközlési Minisztérium megbízást adott egy új megvalósíthatósági tanulmány elkészítésére a Nippon Koei Co. Ltd.-től 2005-ben, hogy értékelje az új alagutas átkelőhely útvonalának alternatíváit. A tanulmány a környezeti és társadalmi kritériumok, valamint a költség- és kockázati tényezők alapján az eredetileg javasolt útvonalat támogatta, mint előnyben részesített lehetőséget.
Az alagút helyének kiválasztásakor figyelembe vették a Boszporuszon átívelő három jelenlegi hidat, így az új alagutat délebbre helyezték, hogy jobban kiegyensúlyozzák a forgalom elosztását az átkelők között. További kiválasztási szempont volt az útvonal alacsonyabb beruházási költsége a rövidebb alagút hossza miatt, valamint az, hogy elegendő hely áll rendelkezésre az építkezések és az üzemeltetési épületek (fizetőhely, igazgatási egységek) számára. A megvalósíthatósági tanulmányban átfogóan meghatározott alternatívákon alapuló magas szintű értékelések szintén alátámasztják a javasolt útvonal optimális kiválasztását a környezeti és társadalmi költségek és kockázati tényezők szempontjából. A 2004-től épülő Maramay alagút munkálataiból további tapasztalatokat szereztek, amelyeket aztán ennél az építkezésnél is felhasználhattak.

## Építészeti jellemzői

### Az építésben részt vevő cégek
A tervezésért az amerikai Parsons Brinckerhoff cég volt felelős, míg a brit Arup Group és az amerikai Jacobs Engineering Group a műszaki és forgalmi tanulmányokat készítette, a HNTB pedig független tervellenőrzést végzett. A geotechnikai felmérést a holland Fugro tanácsadó cég végezte. Az alagútfúró gépet (TBM) a német Herrenknecht szállította. A munkálatok irányításáért és a projekt felülvizsgálatáért az olasz Italferr vállalat felelt a kormány nevében. Az üzemeltetésért és karbantartásért a francia Egis Group vállalat felelt.

### Műszaki adatok
A Boszporuszt átszelő TBM-szakasz 3,4 km hosszú, míg további 2,0 km-t a New Austrian Tunnelling Method (NATM) és cut-and-cover módszerrel építenek. Az alagút feltárási átmérője 13,7 méter, ami 12,0 méter belső átmérőt tesz lehetővé 60 cm vastag betonbéléssel.
Az alagút vonalvezetése szeizmikusan aktív régióban található, mintegy 17 km-re az észak-anatóliai törésvonaltól. A szeizmikus feszültségek megengedett szint alá csökkentése érdekében két rugalmas szeizmikus kötést/szegmenst terveztek, amelyek elmozdulási határa ±50 mm a nyírás és ±75 mm a nyúlás-összenyomódás esetében; ezeket újították meg, speciálisan tervezték, geológiai/geofizikai/geotechnikai körülmények között lokalizálták, laboratóriumban tesztelték; és először alkalmazták a TBM-vel végzett alagútépítésben hasonlóan súlyos körülmények között. A tervezési földrengés erősségét a Richter-skála szerinti 7,25-ös erősségben határozták meg, a funkcionális és a biztonsági értékelő földrengések tervezési visszatérési ideje pedig 500, illetve 2500 év. A tervezési fázisban meghatározott szeizmikus illesztési helyeket a vágófej nyomatékainak folyamatos ellenőrzésével kontrollálták.
A 3340 méter hosszú alagutat egy 13,7 méter átmérőjű Mixshield Slurry TBM-vel fúrták ki és építették meg, amelyet kizárólag a legújabb 483 mm-es tárcsavágókkal (35 darab monoblokk tárcsavágó, mindegyik atmoszférikusan cserélhető és egyedi kopásérzékelő rendszerrel rendelkezik), 192 darab vágókéssel (csak 48 atmoszférikusan cserélhető), speciális nyomás alatti zárakkal a búvárok és az anyag számára, valamint mentőkamrával a műszak összes tagja számára. Iszapkezelő üzem (beépített teljesítménye 3,5 MW vagy 4700 LE, amely a kitermelés során használt bentonitiszapot iszaptalanítja és 2800 m³/óra kapacitással regenerálja (ami körülbelül 20 m/nap haladási sebességnek felel meg). A felhasznált TBM a 33 kW/m² vágófej-teljesítményével a világon az első, 12,0 bar (1,20 MPa) nyomáskialakításával a második, 147 m² fúrófelületével pedig a hatodik helyen áll a világ hasonló gépei között.
A fúrást 479 naptári nap alatt, ±5 cm tűréshatáron belül végezték el, ami 7,0 m/nap átlagos haladási sebességet eredményezett (9,0 m/nap a munkanapokon), három műszakkal, a nap 24 órájában. A legnagyobb előrehaladási sebességet a tengeri üledékzónában érték el 18,0 m/nappal. A feltárásra és a gyűrűs beépítésre fordított közvetlen idő körülbelül 3500, illetve 1700 óra volt. A Trakya-formációban 28 gátzónát tártak fel, átlagosan 90 méteres gyakorisággal, vastagságuk 1 és 120 méter között változott. Ezenkívül 440 tárcsavágót, 85 kaparót és 475 kefét cserélt ki a TBM személyzete, és négy alkalommal (összesen 45 nap) sikeresen végeztek hiperbárikus karbantartási műveleteket speciálisan kiképzett búvárokkal (a világon először 10,8 bar vagy 1,08 MPa nyomás alatt).
15 048 darab 600 mm vastagságú előregyártott szegmenst, 1672 betongyűrűt  gyártottak, és 30 765 csavarral kapcsolták össze őket. Minden egyes gyűrű kilenc szegmensből áll, amelyek átlagos 28 napos hengeres nyomószilárdsága 70 MPa  volt, és legalább 127 év élettartamot bírnak ki a tenger alatti körülményekkel szemben. A gyártott szegmensek mindössze 0,3%-a bizonyult hibásnak, mivel a repedések szélessége meghaladta a 0,2 mm-t.
Másrészt az ikeralagutakat (mindegyik kb. 950 m hosszú) 445 naptári nap alatt, egyenként 85 m² keresztmetszettel, klasszikus bányászati módszerrel készítették el. Ezeket az alagutakat a Trakya Formációban négy homlokoldalról, 1,4 m/nap előrehaladási sebességgel, egy sűrűn lakott körzet alatt, 8 és 41 méter minimális és maximális fedőréteg ráhagyásával bányászták. Mindkét alagút ±2 mm tűréshatáron belül találkozott egymással. Az alagút koronájánál mért legnagyobb konvergencia 33 mm  volt (a tervezési tűréshatár 50 mm vagy 1,97 in), legfeljebb 10 mm vízszintes eltéréssel.
Az alagutat úgy tervezték, hogy 200 méterenként védett vészhelyzeti területeket alakítottak ki, amelyek védelmet nyújtanak, valamint menekülési útvonalakat a másik alagútszintre. Minden 600 méteren lesz egy vészhelyzeti sáv, amely vészhívó telefonnal lesz felszerelve. A sebességkorlátozás az alagút útvonalán 70 km/h.
Az átadást megelőző első év után napi átlagban mintegy 120 000 személygépjármű és könnyű gépjármű áthaladására számítottak az alagúton. 2022. szeptember 8-án megdőlt a napi átmenő járművek rekordja, amely egyetlen nap alatt 67 982 járművet számlált, ami még mindig messze van az előzetes várakozásoktól, de a siker bizonyítékának tekinthető.
Az útdíj a tervek szerint török lírának megfelelő 4 USD plusz áfa lesz a személygépkocsik és 6 USD plusz áfa a kisbuszok esetében mindkét irányban. Az útdíj mértéke az amerikai fogyasztói árindexnek megfelelően fog változni.

## Fordítás
- Ez a szócikk részben vagy egészben  az   Eurasia Tunnel című angol Wikipédia-szócikk ezen változatának fordításán alapul.  Az eredeti cikk szerkesztőit annak laptörténete sorolja fel. Ez a jelzés csupán a megfogalmazás eredetét és a szerzői jogokat jelzi, nem szolgál a cikkben szereplő információk forrásmegjelöléseként.